# 李崇禮

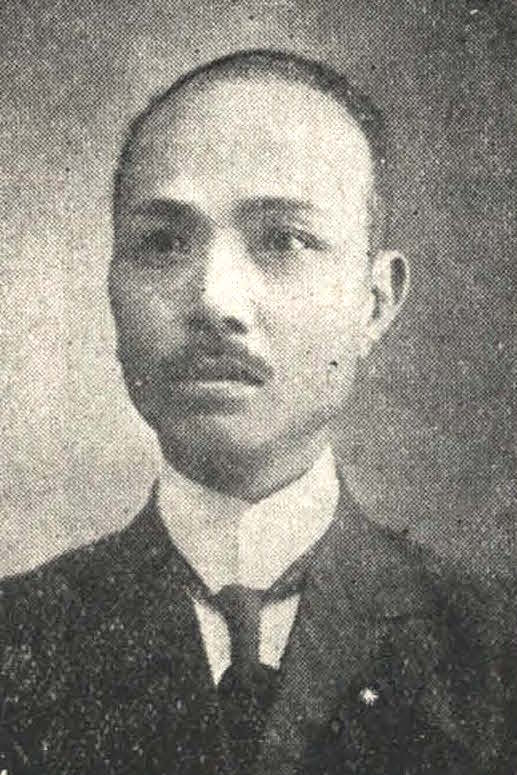
李崇禮

李崇禮（1874年2月14日—1951年3月11日），幼名金墩，號樂山，臺灣彰化人，籍貫福建晉江，臺灣政治人物，曾擔任過臺灣總督府評議員、彰化街街長、臺灣省參議會參議員等職，此外也擔任過彰化銀行的監察人與董事。

## 生平
李崇禮之父李宗仁於清道光年間來臺，最初住在彰化縣燕霧保劉厝庄（今彰化縣花壇鄉劉厝村），後來搬到半線保（今彰化市）。李崇禮清同治七年（1874年）2月14日出生於半線保，為家中三子。
幼時，李崇禮聰穎能文，在明治三十三年（1900年）畢業於臺灣總督府國語學校國語科後，曾陸續在臺南地方法院、北斗辦務署、彰化廳工作，並擔任過北斗製糖的經理。大正元年（1911年）11月獲授紳章，同年並當選為彰化銀行監察人，之後在大正七年（1918年）擔任彰化同志信用合作組合長。
昭和二年（1927年）時，李崇禮成為臺灣總督府評議員，之後在昭和五年（1930年）擔任末代彰化街長，聲譽卓越，彰化市公會堂即在他任內興建。昭和八年（1933年）12月彰化街與南郭庄、大竹庄合併升格為彰化市後，棄街長職但仍擔任評議會員，而在昭和十三年（1938年）時他又任彰化銀行的董事。
日本戰敗後，國民政府接收臺灣，在臺灣省設參議會，李崇禮以最高票當選為彰化市籍的參議員，民國三十七年（1948年）又被聘為臺灣省通志館（即今國史館臺灣文獻館）顧問委員會委員。他於民國四十年（1951年）3月11日去世，享壽七十八歲。